# Municipio de Elkhart (Iowa)
El municipio de Elkhart (en inglés: Elkhart Township) es un municipio ubicado en el condado de Polk en el estado estadounidense de Iowa. En el año 2010 tenía una población de 1525 habitantes y una densidad poblacional de 16,34 personas por km².

## Geografía
El municipio de Elkhart se encuentra ubicado en las coordenadas 41°49′12″N 93°31′28″O / 41.82000, -93.52444. Según la Oficina del Censo de los Estados Unidos, el municipio tiene una superficie total de 93.33 km², de la cual 92,87 km² corresponden a tierra firme y (0,49 %) 0,46 km² es agua.

## Demografía
Según el censo de 2010, había 1525 personas residiendo en el municipio de Elkhart. La densidad de población era de 16,34 hab./km². De los 1525 habitantes, el municipio de Elkhart estaba compuesto por el 96,92 % blancos, el 0,59 % eran afroamericanos, el 0,2 % eran amerindios, el 0,2 % eran asiáticos, el 0,2 % eran de otras razas y el 1,9 % eran de una mezcla de razas. Del total de la población el 2,3 % eran hispanos o latinos de cualquier raza.